# Model koncentryczny miasta

Legenda:
A Centralna Dzielnica Biznesu.
B Strefa przemysłu.
C Strefa mieszkalnictwa czynszowego.
D Strefa zabudowy jednorodzinnej.
E Strefa podmiejska

Model koncentryczny miasta – konstrukt teoretyczny opracowany przez Ernesta Burgessa w roku 1925 zakładający, że miasto można podzielić na strefy układające się koncentrycznie wokół centralnej dzielnicy biznesu. 
Burgess zakładał, że w większych miastach ich centra, czyli strefa pierwsza, zajmowane są przez instytucje związane z handlem, usługami i zarządzaniem przyczyniając się do wzrostu cen ziemi, na których znajdują się lokale tych instytucji. 
Druga w kolejności od centrum strefa jest strefą przejściową, zamieszkiwaną przez nieustabilizowane społecznie kategorie, ceny mieszkań są w niej najniższe, a poprzez fakt, że znajduje się w bezpośredniej styczności ze strefą pierwszą, gdzie ceny ziemi i lokali są najwyższe, określana jest jako strefa cienia. Wśród mieszkańców tej strefy można znaleźć zarówno studentów szukających najtańszych mieszkań, jak również meliny i mieszkania prostytutek. 
Trzecia strefa w tym modelu zamieszkiwana jest przez robotników fizycznych, nisko wynagradzanych, starających się zamieszkiwać jak najbliżej miejsc pracy. W strefie tej dominuje mieszkalnictwo czynszowe, przeważnie są to wielkie zespoły mieszkaniowe lub osiedla bloków wielorodzinnych. 
Kolejna, czwarta strefa zamieszkiwana jest przez bardziej zamożną część miejskiej zbiorowości, charakteryzuje się budownictwem głównie domków jednorodzinnych, jest to też strefa dojazdów. 
Piąta i ostatnia strefa – strefa podmiejska.
Koncentryczny model miasta oparty był na Chicago i charakterystyczny jest raczej dla miast amerykańskich niż europejskich. Charakterystyczną cechą tego modelu jest wzrost zamożności mieszkańców wraz ze wzrostem odległości od centrum. Tak mogło stać się wyłącznie dlatego, że już w pierwszej połowie XX wieku większość amerykańskiej klasy średniej mogła pozwolić sobie na zakup samochodu i przeniesienie się do stref dojazdu, podczas gdy biedniejsza część społeczeństwa pozostawała w strefach bezpośredniej bliskości centrum, niewymagających dojazdu.